# Walk Along
"Walk Along" é uma canção da cantora holandesa Genealogy. Esta canção irá representar os Países Baixos em Viena, Áustria no Festival Eurovisão da Canção 2015, na 1ª semifinal, no dia 19 de Maio de 2015.

## Lista de posições

### Paradas semanais
| Chart (2014)                   | Melhor position |
| ------------------------------ | --------------- |
| Países Baixos (Single Top 100) | 7               |
| Países Baixos (Dutch Top 40)   | 35              |

1. ↑  Knoops, Roy (10 de novembro de 2014). «The Netherlands: Trijntje Oosterhuis to Vienna with song by Anouk». esctoday.com. ESCToday. Consultado em 10 de novembro de 2014
2. ↑  «The Netherlands: Trijntje to sing "Walk Along" in Vienna». esctoday.com. 11 de dezembro de 2014. Consultado em 11 de dezembro de 2014
3. ↑  «Dutchcharts.nl – Trijntje Oosterhuis – Walk Along» (em alemão). Single Top 100.  Consultado em 20 de dezembro de 2014.
4. ↑  Nederlandse Top 40 – Trijntje Oosterhuis» (em alemão). Dutch Top 40.  Consultado em 20 de dezembro de 2014.